# سسک درختی
سسک‌های درختی، سسک‌های متوسطی هستند که از خانوادهٔ باتلاقی و درختی سسکان نیزار هستند. آنها در اروپا، آفریقا و غرب آسیا یافت می‌شوند. تا همین اواخر، همه آنها در یک سردهٔ Hippolais طبقه‌بندی می‌شدند.
این سسک‌ها با درختان مرتبط هستند، اگرچه معمولاً در جنگل‌های نسبتاً باز به جای مزارع تنگ هستند. در مقایسه با گونه‌های نزدیک سسک‌های نیزار، سسک‌های درختی دم‌های مربعی‌تر و پایه‌های نوک وسیع‌تری دارند. بیشتر آنها بدون رگه مایل به سبز یا قهوه‌ای در بالا و کرم یا سفید در پایین هستند. آنها حشره‌خوار هستند، اما گهگاه توت یا دانه می‌گیرند. گونه‌هایی که در مناطق معتدل زادوولد می‌کنند عمدتاً به شدت مهاجر هستند.
همه سسک‌های درختی در گذشته در خانواده Sylviidae " سسک‌های جهان قدیم " قرار می‌گرفتند، اما اکنون در خانواده سسکان نیزار، همراه با سسک‌های مردابی، Acrocephalus و برخی از گونه‌های مرتبط جدا شده‌اند.
گونه‌ها عبارتند از:
جنس سسک‌های درختی کوچک
- سسک نوک‌کلفت، Iduna aedon
- چکمه چکمه دار، Iduna caligata
- سسک درختی هندی، Iduna rama
- شمشیر زیتونی غربی،[۱] Iduna opaca
- سسک زیتونی شرقی، Iduna pallida
- سسک زرد کوهی، Iduna similis
- سسک زرد آفریقایی، Iduna natalensis

جنس سسک‌های درختی بزرگ
- سسک درختی بزرگ، Hippolais languida
- سسک درخت زیتون، Hippolais olivetorum
- سسک خوش‌آهنگ، Hippolais polyglotta
- سسک درختی لیمویی، Hippolais icterina

جنس کالاموناستید
- سسک زرد پاپیروسی، Calamonastides gracilirostris